# Cuvrybrache

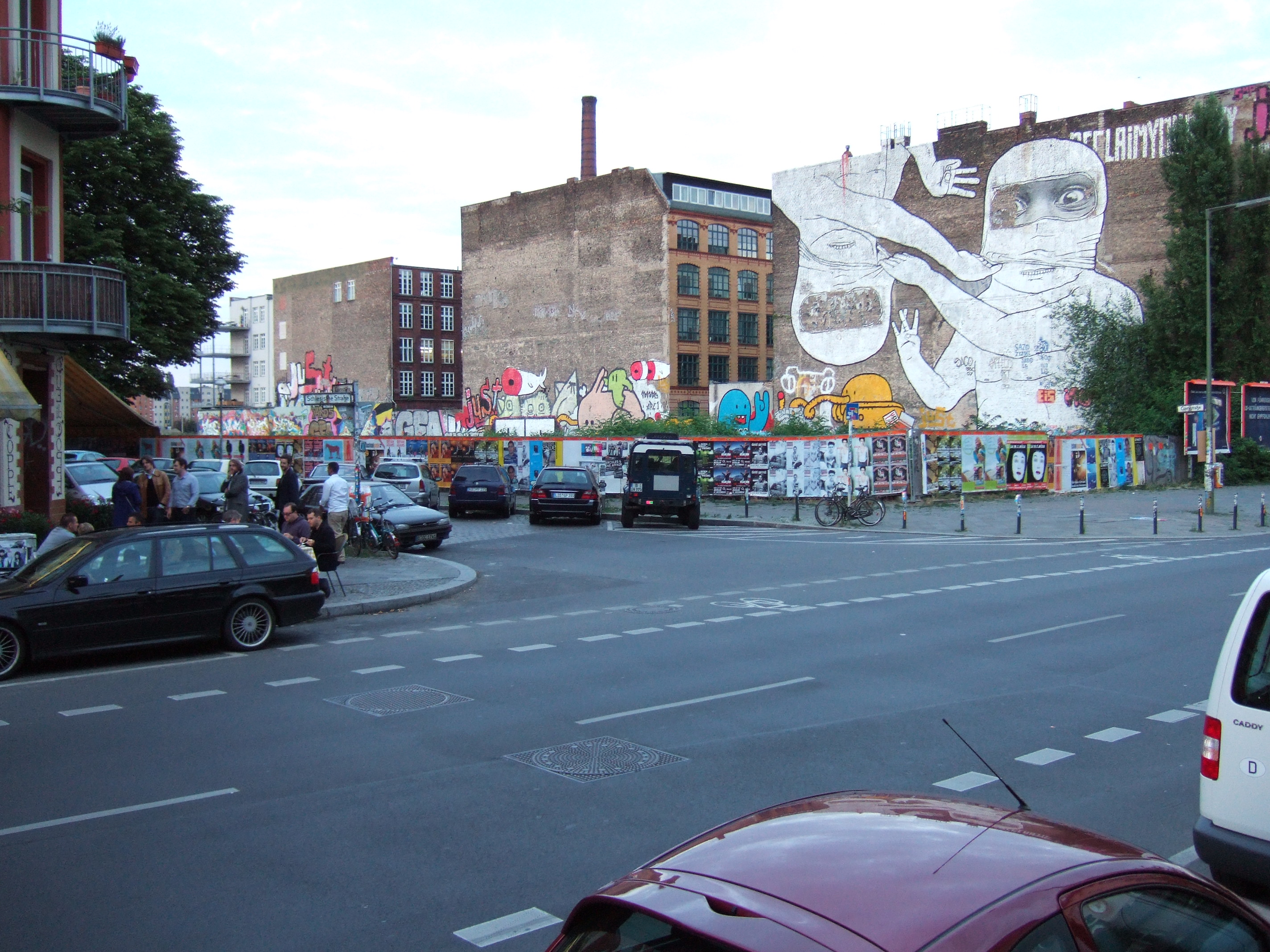
Die Cuvrybrache im Jahr 2008 mit Cuvry-Graffito von Blu.

Die Cuvrybrache war ein brachliegendes Gelände in Berlin-Kreuzberg, östlich des Schlesischen Tors und der Oberbaumbrücke.  Das rund 12.000 m² umfassende, mittlerweile bebaute Areal am nördlichen Ende der Cuvrystraße erstreckte sich von der Schlesischen Straße bis zum Spreeufer. 
Hier befand sich bis 2014 ein Dorf aus Zelten und Hütten, das als „Berlins erster Slum“ regelmäßig für Schlagzeilen gesorgt hatte, bis es im September 2014 nach einem Brand geräumt wurde. An zwei Brandwänden befanden sich die Cuvry-Graffiti, die im Dezember 2014 übermalt wurden.
Das Gelände ist Teil des umstrittenen Investorenprojekts Mediaspree, das die Ansiedlung von Kommunikations- und Medienunternehmen entlang eines Teils des Spreeufers und eine diesem Bereich entsprechende Umstrukturierung vorsieht. Auf dem Gelände der Cuvrybrache befinden sich heute die Neuen Spreespeicher.

## Geschichte
Auf der Cuvrybrache, auf der einst ein Bunker stand, hatte um 1995 das Jugend- und Kulturprojekt YAAM (Young African Art Market) seine Arbeit aufgenommen und eine der ersten Berliner Strandbars eröffnet. 1998 musste das YAAM dem geplanten Einkaufszentrum Cuvry-Center weichen. Da sich der Bezirk Friedrichshain-Kreuzberg gegen das Zentrum aussprach, entzog der damalige Bausenator Peter Strieder dem Bezirk die Planungshoheit und übertrug die Zuständigkeit der Senatsverwaltung für Stadtentwicklung. Nach der Insolvenz des Investors planten neue Eigentümer zwei 160 Meter lange, fünfgeschossige Gebäude mit drei weiteren Staffelgeschossen. Sie sollten im traditionellen Kontorhausstil errichtet werden und sich zur Spree hin öffnen. Vorgesehen war eine Nutzung für Officelofts, kleinteiligen Einzelhandel und Gastronomie. Die Baugenehmigung für das Vorhaben wurde 2002 erteilt, die Pläne scheiterten jedoch zunächst.
2011 ging das Gelände in den Besitz des Berliner Immobilienunternehmers Artur Süsskind (Ehemann von Lala Süsskind) über. Dieser plante zunächst, dort eine Wohnanlage mit Kita und Supermarkt zu errichten. Der Senat vermisste in den Plänen jedoch den Bau von Sozialwohnungen.
Als sich im Jahr 2012 das BMW-Guggenheim-Lab für einige Wochen auf der Brache niederlassen wollte, wurden Protestzelte aufgebaut. Nach heftiger Anwohnerkritik zog das Lab auf den Pfefferberg im Ortsteil Prenzlauer Berg. Aus den ersten Protestzelten entstand ein Hüttendorf mit bis zu 200 Einwohnern aus verschiedenen Ländern, darunter nach Darstellung der Berliner Zeitung Obdachlose, Lebenskünstler, Bulgaren, die aus der alten Eisfabrik an der Köpenicker Straße raus mussten, und Romafamilien. Als das Dorf nach Gewalttaten, Bränden und Verwahrlosung zunehmend als „Kreuzberger Favela“ stigmatisiert wurde und auch in der Kreuzberger Nachbarschaft an Rückhalt verlor, erwogen der neue Besitzer und die Berliner Polizei eine Räumung.
Das Land Berlin entwickelte 2013 in Abstimmung mit Süsskind einen Erschließungsplan für den Bau von unter anderem „sozialverträglichen“ Wohnungen und eine frei zugängliche Uferfläche sowie Gewerbeflächen an der Schlesischen Straße. 
Im September 2014 brannte es nach einem Streit unter den Bewohnern im Dorf. Daraufhin sperrte die Polizei das Gelände ab und übergab das Areal dem Eigentümer. Die provisorischen Holzhütten und Zelte wurden eingerissen bzw. entfernt, die Brache geräumt, eingeebnet und eingezäunt. Die Cuvry-Graffiti wurden im Dezember 2014 schwarz übermalt.
Süsskind sprach sich im Frühjahr 2016 gegen die Pläne mit dem Land Berlin aus und kündigte an, das ursprüngliche Bauvorhaben unter dem Namen Cuvry-Campus mit der Genehmigung aus dem Jahr 2002 umsetzen zu wollen. Es wurde ein Vertrag mit dem Modeversandhändler Zalando abgeschlossen, der ab Ende 2019 34.000 Quadratmeter Büroflächen beziehen wollte, was erneut Proteste bei den Anwohnern hervorrief. Das Unternehmen trat im März 2018 von dem Vertrag zurück, da „vertraglich festgelegte Fristen und Meilensteine seitens der Cuvrystraße 50-51 Berlin GmbH nicht eingehalten wurden“.
Das Bauprojekt wurde mit Baubeginn Januar 2018 unter dem Namen Neue Spreespeicher Cuvrystraße umgesetzt. Es entstanden zwei 160 Meter lange, fünfgeschossige Gebäude mit drei Staffelgeschossen im Kontorhausstil.